# Основной постулат статистической механики
Основно́й постула́т статисти́ческой меха́ники (также известный как постула́т ра́вной априо́рной вероя́тности) — это фундаментальное предположение в статистической механике, утверждающее, что для изолированной термодинамической системы, находящейся в состоянии термодинамического равновесия, все доступные микросостояния (то есть состояния с одинаковой энергией, числом частиц, объёмом и другими макроскопическими параметрами) равновероятны.
Достаточным (но не необходимым) условием статистического равновесия изолированной системы является то, что распределение вероятностей является функцией только сохраняющихся величин (полной энергии, полного числа частиц и т. д.).
Существует множество различных равновесных ансамблей, которые можно рассматривать, и лишь некоторые из них соответствуют термодинамике. Необходимы дополнительные постулаты, чтобы обосновать, почему ансамбль для данной системы должен иметь ту или иную форму.
Распространённый подход, встречающийся во многих учебниках, заключается в принятии постулата равной априорной вероятности. Этот постулат гласит, что
Для изолированной системы с точно известной энергией и точно известным составом система может быть найдена с равной вероятностью в любом микросостоянии, совместимом с этим знанием.
Постулат равной априорной вероятности, таким образом, даёт обоснование для микроканонического ансамбля, описанного ниже. Существуют различные аргументы в пользу постулата равной априорной вероятности:
- Эргодическая гипотеза: Эргодическая система — это система, которая со временем эволюционирует так, что «посещает» все доступные состояния: все состояния с одинаковой энергией и составом. В эргодической системе микроканонический ансамбль является единственным возможным равновесным ансамблем с фиксированной энергией. Этот подход имеет ограниченную применимость, поскольку большинство систем не являются эргодическими.
- Принцип безразличия: В отсутствие какой-либо дополнительной информации мы можем приписать только равные вероятности каждой совместимой ситуации.
- Максимальная информационная энтропия: Более сложная версия принципа безразличия утверждает, что правильным ансамблем является тот ансамбль, который совместим с известной информацией и имеет наибольшую энтропию Гиббса (информационную энтропию).[3]

Другие фундаментальные постулаты для статистической механики также были предложены. Например, недавние исследования показывают, что теорию статистической механики можно построить без постулата равной априорной вероятности. Один из таких формализмов основан на основном термодинамическом соотношении вместе со следующим набором постулатов:
1. Функция плотности вероятности пропорциональна некоторой функции параметров ансамбля и случайных величин.
2. Термодинамические функции состояния описываются средними по ансамблю от случайных величин.
3. Энтропия, определённая по формуле энтропии Гиббса, совпадает с энтропией, определённой в классической термодинамике.

где третий постулат можно заменить следующим:
1. При бесконечной температуре все микросостояния имеют одинаковую вероятность.